# 무주 안국사 소장 범종
무주 안국사 소장 범종(茂朱 安國寺 所藏 梵鍾)은 1788년(정조12)에 조성된 조선후기의 범종으로, 현재 대한민국 무주 안국사 범종각 내 후면에 안치되어 있다. 2007년 5월 4일 전북특별자치도의 문화재자료 제188호로 지정되었다.

## 개요
1788년(정조12)에 조성된 조선후기의 범종으로, 현재 무주 안국사 범종각 내 후면에 안치되어 있다. 천판(天板)위에는 용뉴(龍紐)가 남아 있지 않아 원래 어떠한 모습이었는지 알 수 없지만 천판 위에 3개의 구멍이 뚫려있는 것으로 볼 때 아마도 쌍룡(雙龍)의 용뉴가 있었던 것으로 추정된다. 용뉴를 제외한 전체높이가 83cm에 달하는 중형의 종으로 보존상태는 양호한 편이다.
천판은 나즈막하며 위에는 3개의 구멍이 뚫려 있다. 이 가운데 2개는 쌍용의 용뉴를 고정하기 위한 것이며, 하나는 音筒 대신 종소리를 위하여 뚫어놓은 것으로 보인다. 그것은 이 종을 만든 주종장(鑄鐘匠) 이만중(李萬重)이 만든 다른 종에도 용뉴를 고정하기 위한 것 외에 음통의 효과를 갖는 구멍을 하나 더 뚫어서 천판 위에 모두 3개의 구멍이 있는 것에서도 알 수 있다.
종신(鐘身)의 형태는 입구가 약간 벌어진 형태이며, 천판과 종신이 만나는 부분은 가는 條線으로 구분하였다. 상대에는 2줄의 범자문원권대(梵字文圓圈帶)로 장식하였으며, 상대 아래에는 약간의 간격을 두고 유곽대(乳廓帶)와 보살상을 교대로 배치하였다. 유곽의 둘레에는 가는 선으로 인동당초문(忍冬唐草文)이 유려하게 장식되었으며, 내부에는 10옆의 연화 위에 乳頭가 도드라져 있어 마치 연꽃이 피어나는 듯 하다. 유곽과 유곽 사이에는 왼쪽으로 몸을 틀고 우아하게 서있는 보살입상이 4구 주조되어 있다. 보살은 머리에는 보관을 쓰고 합장을 하고 구름 위에 서 있는데, 화려하면서도 정교한 보관과 유려한 옷자락의 표현은 이 보살상이 뛰어난 솜씨의 장인에 의해 조각되었음을 짐작케 한다. 주성기(鑄成記)에는 주조장 이만중(李萬重), 권동삼(權東三)과 함께 각수(刻手) 처성(處性)이라는 이름이 보이고 있어 처성이 보살상을 조각한 것으로 추정된다. 보살상 옆으로는 시주자명단이 얕은 음각으로 새겨져 있는데, 이 부분은 후대에 추가한 것으로 보인다.
종신의 중앙부와 하단에는 융기된 선이 각 한줄 씩 둘러져 있으며, 중앙부의 종신에는 주성기가 방형곽을 이루며 양각되어 있다. 주성기는 모두 13개의 방형곽 안에 새겨져 있는데, 그 중“...乾隆五十三年戊申三月日 茂朱赤裳山安國寺大鐘改鑄重... 刻手 處性... 片手權東三 都片手李萬重...”이라 적혀있어 1788년에 처성과 권동삼, 이만중이 옛 종을 안국사의 대종으로 다시 고쳐 만들었음을 볼 수 있다. 도편수 이만중은 고성 옥천사(1776년), 법주사종(1785년) 등, 편수 권동삼은 보천사종(1794년), 고창 선운사종(1818년) 등을 주조한 사장(私匠)으로서 이 종은 이만중에서 권동삼으로 이어지는 조선후기 사장계(私匠系) 주종장(鑄鐘匠)의 계보를 확인할 수 있다는 점에서 매우 중요한 작품이라 할 수 있다.

## 참고 자료
- 안국사 소장 범종 - 국가유산청 국가유산포털